# Брадавичеста дървесна жаба
Брадавичеста дървесна жаба (Theloderma asperum) е вид земноводно от семейство Rhacophoridae.

## Разпространение
Видът е разпространен във Виетнам, Индия, Индонезия, Камбоджа, Китай, Лаос, Малайзия, Мианмар и Тайланд.